# Blastophaga quadrupes
Blastophaga quadrupes är en stekelart som beskrevs av Mayr 1885. Blastophaga quadrupes ingår i släktet Blastophaga och familjen fikonsteklar. Inga underarter finns listade.